# Синагога Канесои Гумбаз
Канесои́ Гумба́з, иногда просто Гумба́з (узб. Kanesoi Gumbaz sinagogasi / Канесои Гумбаз синагогаси; евт. Канесои Гумбаз) — синагога бухарских (среднеазиатских) евреев, расположенная в старой части города Самарканд, Узбекистан. Является одной из двух ныне действующих синагог Самарканда. Находится под защитой Министерства по делам культуры и спорта Республики Узбекистан.

## История
Строительство синагоги Канесои Гумбаз было начато в 1885 году, и завершилось в 1891 году. Это вторая (после синагоги Канесои Калон) по возрасту среди всех когда-либо существовавших синагог в Самарканде. Надпись на иврите в синагоге гласит, что «Синагога была воздвигнута по воле и на средства раввина Рафаэ́ла бен Моше́ Носи́ Калонта́ра в память о жене Споро. Руководил строительством Давид — сын Аврома Хамоми. 5651 (1891) год». По рассказам внуков Рафаэла Калонтара, сам глава общины и хозяин так и не успел помолиться в этой синагоге — он умер от эпидемии холеры в Самарканде в том же 1891 году. Рафаэл бен Моше Носи Калонтар являлся главой большой самаркандской общины бухарских евреев, состоятельным и влиятельным человеком. В то время, синагога Канесои Гумбаз не была единственной во всём городе. Действовали синагоги Канесои Калон, Кош Хауз, Шохкаш, Новадон, и другие (около 30 синагог). Синагога Канесои Гумбаз была построена рядом с еврейским хаммамом (баней), так же, как и баня, спланирована по купольной системе (отсюда и название синагоги — Гумбаз, что с персидского, таджикского и еврейско-таджикского языков означает купол). Баня также действует до сегодняшнего времени. Сама синагога представляет собой дворик, окруженный внешними стенами, вокруг дворика построены здания, которые разделены на комнаты (молельные, хозяйственные).
Синагога Канесои Гумбаз расположена в старой части города Самарканд (так называемый «старый город»), в центре исторической еврейской махалли, на 2-м проезде улицы Ю. Елизарова (известный бухарско-еврейский художник), дом 1. Данная синагога никогда не закрывалась. Во время Второй мировой войны здесь были размещены евреи из европейской части СССР, которые были эвакуированы в Самарканд. В советское время синагоги города были под сильным надзором властей, и их функционирование было сильно ограничено. После распада СССР и обретения независимости Узбекистаном, синагога начала функционировать в полном объёме.